# Cantón de Léguevin
El cantón de Léguevin es una división administrativa francesa, situada en el departamento de Alto Garona y la región de Mediodía-Pirineos.

## Composición
El cantón de Léguevin incluye diez comunas:
- Léguevin
- Plaisance-du-Touch
- Pibrac
- La Salvetat-Saint-Gilles
- Brax
- Lévignac-sur-Save
- Lasserre
- Mérenvielle
- Pradère-les-Bourguets
- Sainte-Livrade